# 布谷鸟叫迟了
《布谷鸟叫迟了》 是上海美术电影制片厂制作的一部水墨动画片，该片根据作家金近的同名童话作品改编而成，于1959年开始上映。

## 剧情简介
春天到来了，老布谷鸟带领着孩子像往年一样飞来小山村，“布谷”、“布谷”地叫起来，想提醒人们快快播种谷种。他的叫声引来很多小动物的，围观的小动物告诉布谷鸟，说今年它叫晚了，人们早把谷子播种到地里了，秧苗也已经长出来了。 布谷鸟听了难以置信，结果飞到农田一看，果然地理的秧苗已经长出来了。后再在它的老朋友稻草人的解释下，布谷鸟才明白，原来农民采取了新的科学种田方法，稻子可以早种早收。布谷鸟听了感到很沮丧，但在稻草人的建议下带着孩子们叫起“早种早收”来。不到几分钟的工夫，整个村子里的布谷鸟都学着老布谷鸟叫起来了。同时老布谷鸟感到由于人们采取了新的种植技术，自己不能再按以前的时间来山村了，明年一定要早些来叫“布谷！”...